# Hebresmühle
Hebresmühle (fränkisch: Häweresmil) ist ein Gemeindeteil der Gemeinde Büchenbach im Landkreis Roth (Mittelfranken, Bayern). Hebresmühle liegt in der Gemarkung Büchenbach.

## Geographische Lage
Die Einöde liegt etwa 2,5 Kilometer südwestlich von Büchenbach im Flusstal der Aurach. Der Listenbach mündet dort als rechter Zufluss in die Aurach. Im Westen liegt die „Bachwiesenleite“ und im Südosten die „Mühlleite“. Die Staatsstraße 2224 führt von Schwabach kommend nach Georgensgmünd an dem Ort vorbei.

## Geschichte
Der Ort wurde 1382 als „Halbmansmule“ erstmals urkundlich erwähnt, als Arnold von Seckendorff und sein Bruder die Mühle an die Burggrafschaft Nürnberg verkauften. Diese vergaben die Mühle als Mannlehen an die Nürnberger Patrizier Geuder. 1526 wurde sie nach ihrem Besitzer Heyber/Heuber „Heybersmühle“ genannt. 1608 war sie im Besitz des Gumbertusstiftes. 1623 wurde sie als „Hebreßmühle“ erwähnt. 1732 hatte die „Heberleins Mühl“ laut den Oberamtsbeschreibungen von Johann Georg Vetter das Kastenamt Schwabach als Grundherrn. Gegen Ende des 18. Jahrhunderts gehörte die Hebresmühle zur Realgemeinde Breitenlohe. Das Hochgericht übte das brandenburg-ansbachische Oberamt Schwabach aus. Die Mahl- und Sägemühle hatte das Kastenamt Schwabach als Grundherrn. Unter der preußischen Verwaltung (1792–1806) des Fürstentums Ansbach erhielt die Hebresmühle die Hausnummer 1 des Ortes Breitenlohe. Die Mühle wurde lange Zeit als Ölschlagmühle betrieben. Zu der Mühle gehörten auch Felder, die für den Leinanbau genutzt wurden.
Im Rahmen des Gemeindeedikts wurde 1808 Hebresmühle dem Steuerdistrikt Büchenbach (I. Sektion) und der 1818 gebildeten Ruralgemeinde Büchenbach zugeordnet.
In den 1960er Jahren wurde der Mahlbetrieb eingestellt.

### Baudenkmal
- Haus Nr. 1: ehemaliges Mühlengebäude mit Wohnhaus, Scheune und Stallgebäude[14]

### Einwohnerentwicklung
| Jahr      | 001818 | 001840 | 001861 | 001871 | 001885 | 001900 | 001925 | 001950 | 001961 | 001970 | 001987 |
| Einwohner | 8      | 8      | 12     | 13     | 9      | 5      | 9      | 15     | 6      | 2      | 2      |
| Häuser    | 2      | 1      |        |        | 1      | 1      | 2      | 2      | 2      |        | 1      |
| Quelle    | [ 16 ] | [ 17 ] | [ 18 ] | [ 19 ] | [ 20 ] | [ 21 ] | [ 22 ] | [ 23 ] | [ 24 ] | [ 25 ] | [ 1 ]  |

## Religion
Der Ort ist seit der Reformation evangelisch-lutherisch geprägt und bis heute nach St. Willibald (Büchenbach) gepfarrt. Die Einwohner römisch-katholischer Konfession sind nach Herz Jesu (Büchenbach) gepfarrt.